# Унсіті
Унсіті (ісп. Unciti) — муніципалітет в Іспанії, у складі автономної спільноти Наварра. Населення — 218 осіб (2009).
Муніципалітет розташований на відстані близько 320 км на північний схід від Мадрида, 14 км на південний схід від Памплони.
На території муніципалітету розташовані такі населені пункти: (дані про населення за 2009 рік)
- Альсорріс: 38 осіб
- Артайс: 45 осіб
- Семборайн: 21 особа
- Мугетахарра: 0 осіб
- Нахурієта: 24 особи
- Унсіті: 70 осіб
- Сабальсета: 19 осіб
- Сорокіайн: 1 особа

## Демографія
Динаміка населення (INE ):

## Галерея зображень

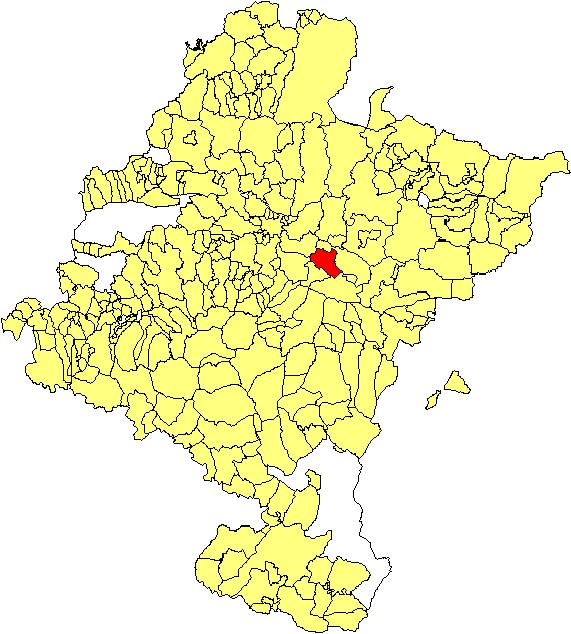
Розташування муніципалітету